# Grêmio Recreativo e Esportivo
Grêmio Recreativo e Esportivo is een Braziliaanse voetbalclub uit Espigão d'Oeste in de staat Rondônia.

## Geschiedenis
De club werd opgericht in 1984. In 1992 speelde de club voor het eerst in het profkampioenschap van het Campeonato Rondoniense en bereikte in het tweede toernooi de finale tegen Ji-Paraná. Verder speelde de club nog in 1993, 1996 en 2000 in de hoogste klasse. Hierna slaagde de club er niet meer in om te promoveren, in 2005 was de club wel dichtbij, maar moest de titel in tweede klasse laten aan Ulbra.